# 北緯6度線
北緯6度線（ほくい6どせん）は、地球の赤道面より北に地理緯度にして6度の角度を成す緯線。アフリカ、インド洋、南アジア、東南アジア、太平洋、南アメリカ、大西洋を通過する。
この緯度の下では、夏至点時の可照時間は12時間28分で、冬至点時は11時間47分である。

## 通過する地域一覧
北緯6度線は、本初子午線から東に向かって以下の場所を通っている。
| 地理座標                                             | 国土・領土・領海 | 備考 |
| ---------------------------------------------------- | ---------------- | --- |
| 北緯6度0分 東経0度0分 / 北緯6.000度 東経0.000度      | ガーナ           | |
| 北緯6度0分 東経1度3分 / 北緯6.000度 東経1.050度      | 大西洋           | ベニン湾 - ロメ（ トーゴ）のちょうど南を通過。 |
| 北緯6度0分 東経4度53分 / 北緯6.000度 東経4.883度     | ナイジェリア     | |
| 北緯6度0分 東経9度3分 / 北緯6.000度 東経9.050度      | カメルーン       | |
| 北緯6度0分 東経14度26分 / 北緯6.000度 東経14.433度   | 中央アフリカ     | |
| 北緯6度0分 東経26度46分 / 北緯6.000度 東経26.767度   | 南スーダン       | |
| 北緯6度0分 東経35度0分 / 北緯6.000度 東経35.000度    | エチオピア       | |
| 北緯6度0分 東経46度2分 / 北緯6.000度 東経46.033度    | ソマリア         | |
| 北緯6度0分 東経48度57分 / 北緯6.000度 東経48.950度   | インド洋         | |
| 北緯6度0分 東経73度4分 / 北緯6.000度 東経73.067度    | モルディブ       | シャビヤニ環礁 |
| 北緯6度0分 東経73度17分 / 北緯6.000度 東経73.283度   | インド洋         | |
| 北緯6度0分 東経80度16分 / 北緯6.000度 東経80.267度   | スリランカ       | |
| 北緯6度0分 東経80度46分 / 北緯6.000度 東経80.767度   | インド洋         | ウェー島（ インドネシア）のちょうど北を通過。 |
| 北緯6度0分 東経100度20分 / 北緯6.000度 東経100.333度 | マレーシア       | |
| 北緯6度0分 東経101度6分 / 北緯6.000度 東経101.100度  | タイ             | |
| 北緯6度0分 東経101度58分 / 北緯6.000度 東経101.967度 | マレーシア       | |
| 北緯6度0分 東経102度26分 / 北緯6.000度 東経102.433度 | 南シナ海         | |
| 北緯6度0分 東経116度2分 / 北緯6.000度 東経116.033度  | マレーシア       | サバ州 - プラウガヤー島及びボルネオ島 |
| 北緯6度0分 東経117度42分 / 北緯6.000度 東経117.700度 | ラブク湾         | |
| 北緯6度0分 東経117度55分 / 北緯6.000度 東経117.917度 | マレーシア       | サバ州 - ボルネオ島 |
| 北緯6度0分 東経118度2分 / 北緯6.000度 東経118.033度  | スールー海       | スールー諸島（ フィリピン）の様々な島々の間を通過。 |
| 北緯6度0分 東経120度53分 / 北緯6.000度 東経120.883度 | フィリピン       | ホロ島及びバランギギ島 |
| 北緯6度0分 東経121度41分 / 北緯6.000度 東経121.683度 | セレベス海       | トンキル島（ フィリピン）のちょうど南を通過。 |
| 北緯6度0分 東経124度35分 / 北緯6.000度 東経124.583度 | フィリピン       | ミンダナオ島 |
| 北緯6度0分 東経125度7分 / 北緯6.000度 東経125.117度  | サランガニ湾     | |
| 北緯6度0分 東経125度17分 / 北緯6.000度 東経125.283度 | フィリピン       | ミンダナオ島 |
| 北緯6度0分 東経125度41分 / 北緯6.000度 東経125.683度 | 太平洋           | ナモルク環礁（ ミクロネシア連邦）のちょうど北を通過。 サプゥアフィク環礁（ ミクロネシア連邦）のちょうど北を通過。 ピンゲラップ環礁（ ミクロネシア連邦）のちょうど南を通過。 |
| 北緯6度0分 東経169度26分 / 北緯6.000度 東経169.433度 | マーシャル諸島   | ジャルート環礁 |
| 北緯6度0分 東経169度44分 / 北緯6.000度 東経169.733度 | 太平洋           | |
| 北緯6度0分 東経172度4分 / 北緯6.000度 東経172.067度  | マーシャル諸島   | ミリ環礁 |
| 北緯6度0分 東経172度6分 / 北緯6.000度 東経172.100度  | 太平洋           | パルミラ環礁（ 合衆国領有小離島）のちょうど北を通過。 |
| 北緯6度0分 西経77度20分 / 北緯6.000度 西経77.333度   | コロンビア       | |
| 北緯6度0分 西経67度25分 / 北緯6.000度 西経67.417度   | ベネズエラ       | |
| 北緯6度0分 西経61度19分 / 北緯6.000度 西経61.317度   | 係争地域         | ガイアナによって実効支配されているが、 ベネズエラが領有権を主張している地域。                                                                                               |
| 北緯6度0分 西経58度34分 / 北緯6.000度 西経58.567度   | ガイアナ         | |
| 北緯6度0分 西経57度9分 / 北緯6.000度 西経57.150度    | 大西洋           | |
| 北緯6度0分 西経55度3分 / 北緯6.000度 西経55.050度    | スリナム         | 最北端の地点を約3kmにわたって通過。 |
| 北緯6度0分 西経55度1分 / 北緯6.000度 西経55.017度    | 大西洋           | |
| 北緯6度0分 西経10度12分 / 北緯6.000度 西経10.200度   | リベリア         | |
| 北緯6度0分 西経7度47分 / 北緯6.000度 西経7.783度     | コートジボワール | |
| 北緯6度0分 西経3度5分 / 北緯6.000度 西経3.083度      | ガーナ           | |